# 桐花賞
桐花賞（とうかしょう）は、岩手県競馬組合が水沢競馬場で施行するサラブレッド系3歳以上による地方競馬の重賞競走である。1975年創設。岩手競馬のグランプリ競走である。格付けはM1。正式名称は「農林水産大臣賞典 桐花賞」。岩手競馬所属馬限定。桐花は、岩手県の県の花である。

## 概要
実施時期や、出走馬をファン投票で選出することなどから岩手競馬の有馬記念とも言われており、数々の名勝負が繰り広げられる。
過去に幾度か正月に開催された事があるが、ファンに不評だったため、近年は12月31日に開催されている。
2016年に岩手競馬で重賞格付け制度が開始され、M1に格付けされた。
なお、2018年については、同年に2度にわたって禁止薬物陽性馬が発生した不祥事に伴い、農林水産省に対しマイルチャンピオンシップ南部杯とともに「農林水産大臣賞典」の本年度の取り消し申請を行った（賞金は変動なし）。なお、薬物問題の影響で2018年は開催されなかった。農林水産大臣賞は2019年、2020年もつかなかった。
2021年より農林水産大臣賞が再び付くようになり、レース名も「農林水産大臣賞典 桐花賞」に戻る。しかし、積雪の影響により馬場状態が悪化し「安全かつ公正な競馬の施行に支障がある」と判断され、当日の第7競走以降取りやめとなったため、本競走も実施されなかった（代替競馬も実施せず）。
桐花賞のアングロアラブ版である紫桐杯（しとうはい）も年初に行われていたが、2000年を最後に廃止した。

### 条件・賞金等（2024年）
出走条件
サラブレッド系3歳以上、岩手所属。出走馬は、ファン投票（10頭）と専門紙記者推薦（2頭）により決定される。
負担重量
3歳55kg、4歳以上57kg(牝馬2kg減)。
賞金等
賞金額は1着1000万円、2着350万円、3着200万円、4着130万円、5着70万円、着外手当は5万円。
副賞
農林水産大臣賞、社台スタリオンステーション賞、岩手県知事賞、奥州市長賞、開催執務委員長賞
社台スタリオンステーションが協賛し、ナダルの配合権利が優勝馬馬主への副賞となっている。

## 歴代優勝馬
| 回数   | 施行日         | 競馬場 | 距離   | 優勝馬                 | 性齢                   | 所属                   | タイム                 | 優勝騎手               | 管理調教師             |
| ------ | -------------- | ------ | ------ | ---------------------- | ---------------------- | ---------------------- | ---------------------- | ---------------------- | ---------------------- |
| 第1回  | 1975年10月12日 | 盛岡   | D2000m | シンダイヤ             | 牡9                    | 岩手                   | 2分08秒3               | 葛西勝幸               | 櫻田新一郎             |
| 第2回  | 1976年10月17日 | 盛岡   | D2000m | シンコダイオー         | 牡6                    | 岩手                   | 2分06秒8               | 村上実                 | 千葉博                 |
| 第3回  | 1977年11月13日 | 盛岡   | D2000m | ウエスタンダツシユ     | 牡7                    | 岩手                   | 2分07秒3               | 佐々木恒               | 佐々木豊               |
| 第4回  | 1978年11月12日 | 盛岡   | D2000m | トウシヨウロツク       | 牡8                    | 岩手                   | 2分09秒5               | 千葉次男               | 千葉忠一               |
| 第5回  | 1979年11月11日 | 盛岡   | D2000m | スリーパレード         | 牡8                    | 岩手                   | 2分08秒7               | 村上昌幸               | 村上初男               |
| 第6回  | 1980年10月12日 | 水沢   | D2000m | スリーパレード         | 牡9                    | 岩手                   | 2分08秒1               | 千田知幸               | 村上初男               |
| 第7回  | 1981年11月8日  | 盛岡   | D2000m | タイシヨウボーイ       | 牡6                    | 岩手                   | 2分08秒7               | 小竹清一               | 小野寺敏               |
| 第8回  | 1982年12月5日  | 水沢   | D2000m | トウケイホープ         | 牡7                    | 岩手                   | 2分10秒3               | 千葉次男               | 千葉忠一               |
| 第9回  | 1983年11月27日 | 水沢   | D2000m | トウケイホープ         | 牡8                    | 岩手                   | 2分10秒8               | 千葉次男               | 千葉忠一               |
| 第10回 | 1984年12月9日  | 水沢   | D2000m | カウンテスアツプ       | 牡4                    | 岩手                   | 2分12秒1               | 小竹清一               | 千葉忠一               |
| 第11回 | 1985年12月8日  | 水沢   | D2000m | ボールドマツクス       | 牡6                    | 岩手                   | 2分10秒9               | 小竹清一               | 千葉忠一               |
| 第12回 | 1986年11月23日 | 水沢   | D2000m | センターギルド         | 牡8                    | 岩手                   | 2分11秒7               | 石川榮                 | 小西善一郎             |
| 第13回 | 1987年12月20日 | 水沢   | D2000m | セーヌボーイ           | 牡4                    | 岩手                   | 2分09秒3               | 村上昌幸               | 櫻田新一郎             |
| 第14回 | 1988年12月18日 | 水沢   | D2000m | トウケイフリート       | 牡6                    | 岩手                   | 2分11秒3               | 菅原勲                 | 村上実                 |
| 第15回 | 1989年12月24日 | 水沢   | D2000m | グレートホープ         | 牡4                    | 岩手                   | 2分10秒8               | 小竹清一               | 小西重征               |
| 第16回 | 1990年12月30日 | 水沢   | D2000m | シヤドウイメージ       | 牡6                    | 岩手                   | 2分10秒4               | 及川良春               | 大和正四郎             |
| 第17回 | 1992年1月3日   | 水沢   | D2000m | グレートホープ         | 牡7                    | 岩手                   | 2分08秒9               | 菅原勲                 | 小西重征               |
| 第18回 | 1992年12月31日 | 水沢   | D2000m | グレートホープ         | 牡7                    | 岩手                   | 2分08秒1               | 菅原勲                 | 小西重征               |
| 第19回 | 1993年12月30日 | 水沢   | D2000m | トウケイニセイ         | 牡7                    | 岩手                   | 2分07秒2               | 菅原勲                 | 小西重征               |
| 第20回 | 1994年12月30日 | 水沢   | D2000m | トウケイニセイ         | 牡8                    | 岩手                   | 2分08秒4               | 菅原勲                 | 小西重征               |
| 第21回 | 1995年12月31日 | 水沢   | D2000m | トウケイニセイ         | 牡9                    | 岩手                   | 2分11秒7               | 菅原勲                 | 小西重征               |
| 第22回 | 1996年12月31日 | 水沢   | D2000m | プレザント             | 牡7                    | 岩手                   | 2分09秒5               | 小嶋久輝               | 千葉次男               |
| 第23回 | 1997年12月31日 | 水沢   | D2000m | メイセイオペラ         | 牡4                    | 岩手                   | 2分15秒7               | 菅原勲                 | 佐々木修一             |
| 第24回 | 1999年1月3日   | 水沢   | D2000m | ハスカップボーイ       | 牡7                    | 岩手                   | 2分10秒2               | 佐藤雅彦               | 櫻田浩三               |
| 第25回 | 1999年12月31日 | 水沢   | D2000m | バンチャンプ           | 牡7                    | 岩手                   | 2分08秒7               | 佐藤雅彦               | 平澤芳三               |
| 第26回 | 2000年12月31日 | 水沢   | D2000m | トーホウエンペラー     | 牡5                    | 岩手                   | 2分08秒7               | 村上忍                 | 千葉四美               |
| 第27回 | 2001年12月31日 | 水沢   | D2000m | バンケーティング       | 牡3                    | 岩手                   | 2分08秒1               | 菅原勲                 | 平澤芳三               |
| 第28回 | 2002年12月31日 | 水沢   | D2000m | トニージェント         | 牡5                    | 岩手                   | 2分10秒1               | 村上忍                 | 村上実                 |
| 第29回 | 2003年12月31日 | 水沢   | D2000m | トニージェント         | 牡6                    | 岩手                   | 2分08秒0               | 村上忍                 | 村上実                 |
| 第30回 | 2005年1月4日   | 水沢   | D2000m | トニージェント         | 牡8                    | 岩手                   | 2分07秒3               | 村上忍                 | 村上実                 |
| 第31回 | 2005年12月31日 | 水沢   | D2000m | マツリダパレス         | 牡3                    | 岩手                   | 2分12秒8               | 南郷家全               | 城地藤男               |
| 第32回 | 2006年12月31日 | 水沢   | D2000m | オウシュウクラウン     | 牡3                    | 岩手                   | 2分08秒6               | 小林俊彦               | 櫻田浩三               |
| 第33回 | 2007年12月31日 | 水沢   | D2000m | テンショウボス         | 牡4                    | 岩手                   | 2分07秒1               | 小林俊彦               | 佐々木修一             |
| 第34回 | 2008年12月31日 | 水沢   | D2000m | カネショウエリート     | 牡4                    | 岩手                   | 2分07秒4               | 村上忍                 | 畠山信一               |
| 第35回 | 2009年12月31日 | 水沢   | D2000m | ゴールドマイン         | 騸5                    | 岩手                   | 2分08秒7               | 齋藤雄一               | 櫻田浩三               |
| 第36回 | 2010年12月31日 | 水沢   | D2000m | ロックハンドスター     | 牡3                    | 岩手                   | 2分11秒8               | 菅原勲                 | 瀬戸幸一               |
| 第37回 | 2011年12月31日 | 水沢   | D2000m | カミノヌヴォー         | 牡3                    | 岩手                   | 2分06秒7               | 阿部英俊               | 千葉幸喜               |
| 第38回 | 2012年12月31日 | 水沢   | D2000m | ロッソコルサ           | 牡3                    | 岩手                   | 2分08秒8               | 村上忍                 | 千葉幸喜               |
| 第39回 | 2013年12月31日 | 水沢   | D2000m | スーブルソー           | 騸6                    | 岩手                   | 2分06秒0               | 高松亮                 | 板垣吉則               |
| 第40回 | 2014年12月31日 | 水沢   | D2000m | コミュニティ           | 牡4                    | 岩手                   | 2分07秒4               | 山本政聡               | 櫻田浩三               |
| 第41回 | 2015年12月31日 | 水沢   | D2000m | ナムラタイタン         | 牡9                    | 岩手                   | 2分08秒4               | 坂口裕一               | 村上昌幸               |
| 第42回 | 2016年12月31日 | 水沢   | D2000m | ナムラタイタン         | 牡10                   | 岩手                   | 2分08秒5               | 坂口裕一               | 村上昌幸               |
| 第43回 | 2017年12月31日 | 水沢   | D2000m | エンパイアペガサス     | 牡4                    | 岩手                   | 2分08秒4               | 菅原俊吏               | 佐藤祐司               |
| 第44回 | 2019年12月31日 | 水沢   | D2000m | ヤマショウブラック     | 牡3                    | 岩手                   | 2分09秒0               | 高松亮                 | 小林俊彦               |
| 第45回 | 2020年12月31日 | 水沢   | D2000m | エンパイアペガサス     | 牡7                    | 岩手                   | 2分13秒5               | 村上忍                 | 佐藤祐司               |
| -      | 2021年12月31日 | 水沢   | D2000m | 走路状態悪化のため中止 | 走路状態悪化のため中止 | 走路状態悪化のため中止 | 走路状態悪化のため中止 | 走路状態悪化のため中止 | 走路状態悪化のため中止 |
| 第46回 | 2022年12月31日 | 水沢   | D2000m | ノーブルサターン       | 牡8                    | 岩手                   | 2分06秒8               | 高松亮                 | 板垣吉則               |
| 第47回 | 2023年12月31日 | 水沢   | D2000m | ノーブルサターン       | 牡9                    | 岩手                   | 2分09秒0               | 高松亮                 | 板垣吉則               |
| 第48回 | 2024年12月31日 | 水沢   | D2000m | ライアン               | 牡5                    | 岩手                   | 2分06秒8               | 小林凌                 | 佐藤浩一               |

### 各回競走結果の出典
- 桐花賞 歴代優勝馬 - 地方競馬全国協会